# Bekova
Bekova (cyr. Бекова) – wieś w Serbii, w okręgu raskim, w mieście Novi Pazar. W 2011 roku liczyła 79 mieszkańców.